# Synagoga Wysoka w Krakowie

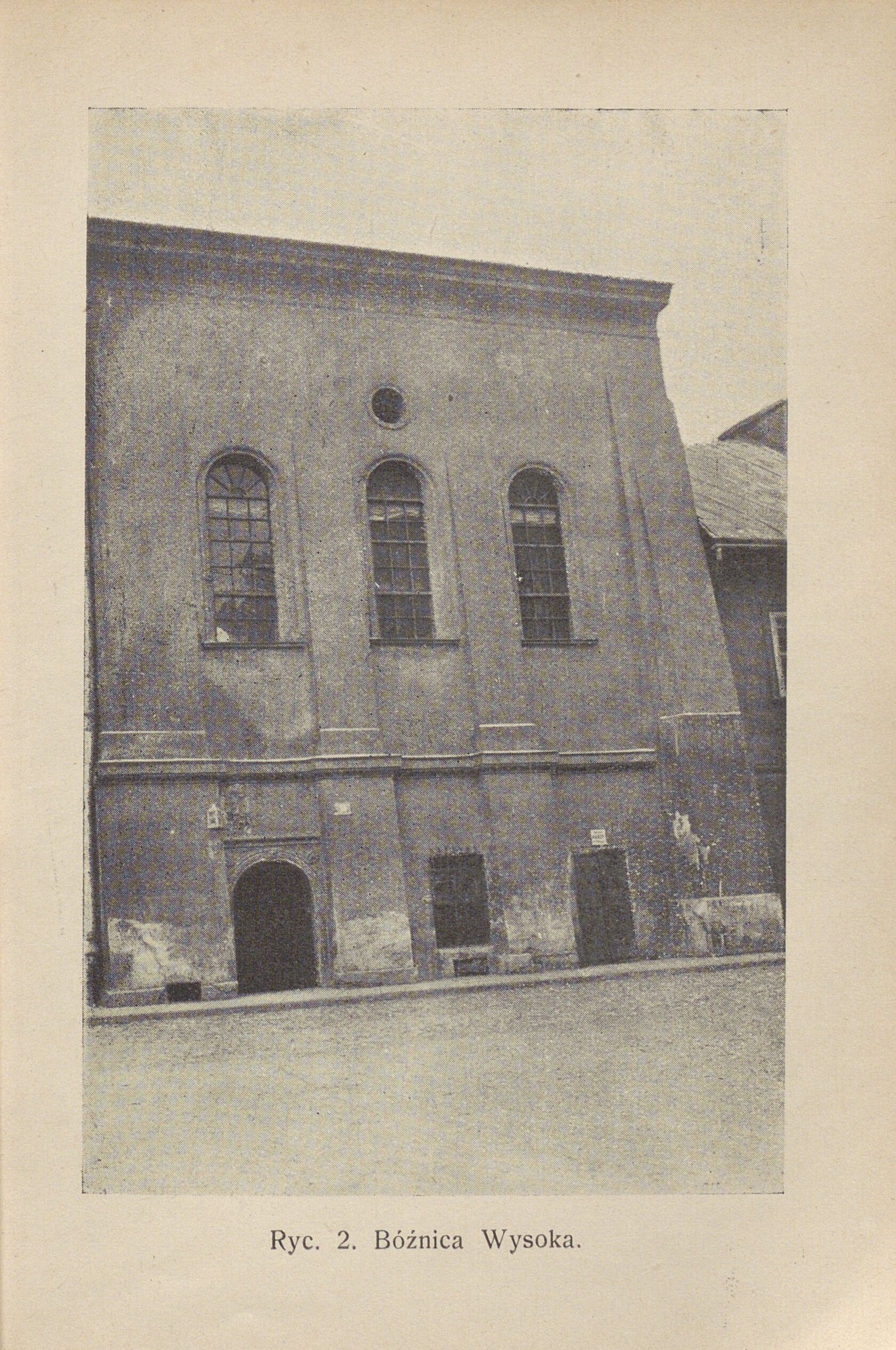
Fotografia Synagogi Wysokiej wykonana w 1935

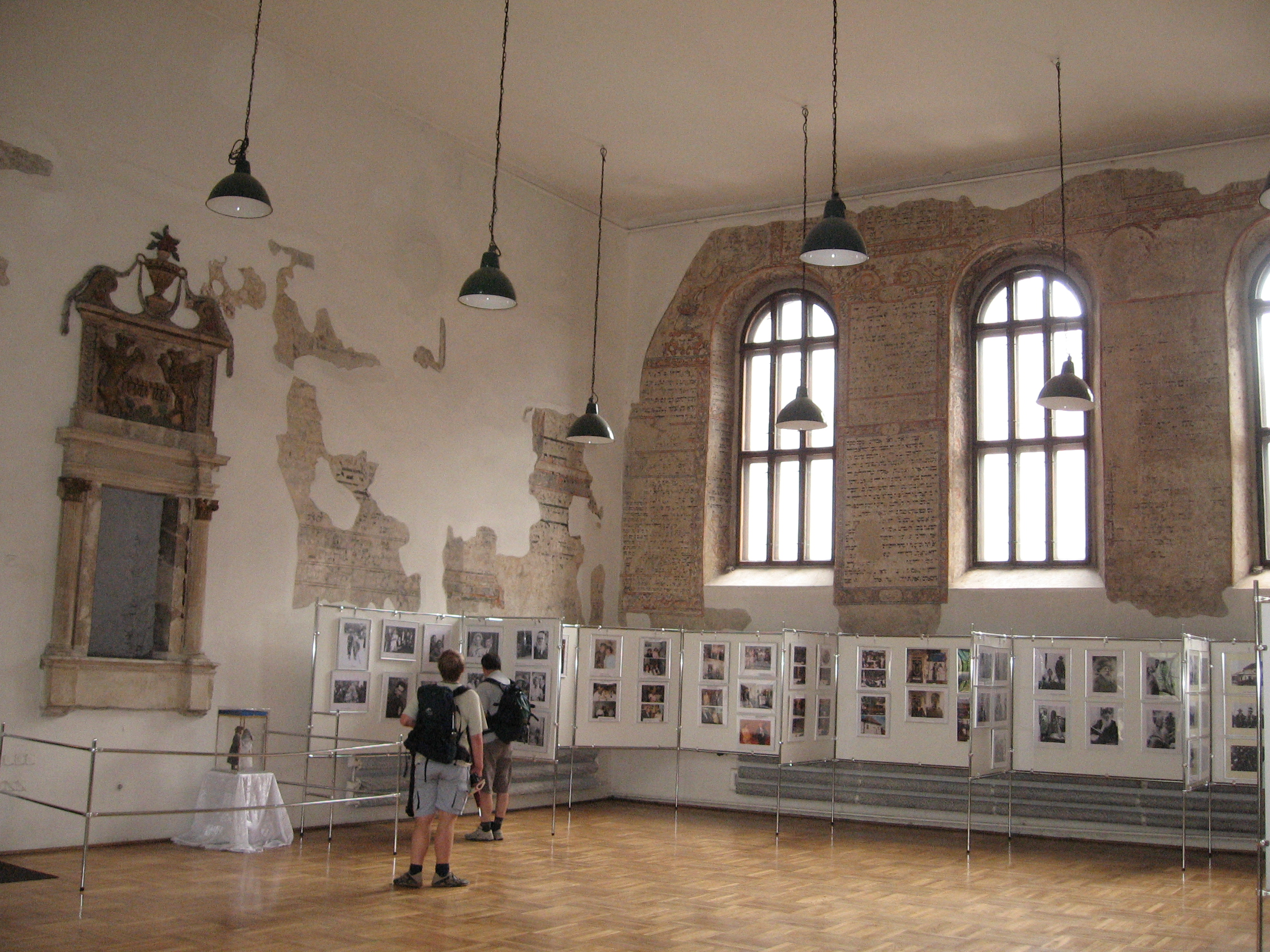
Wnętrze synagogi

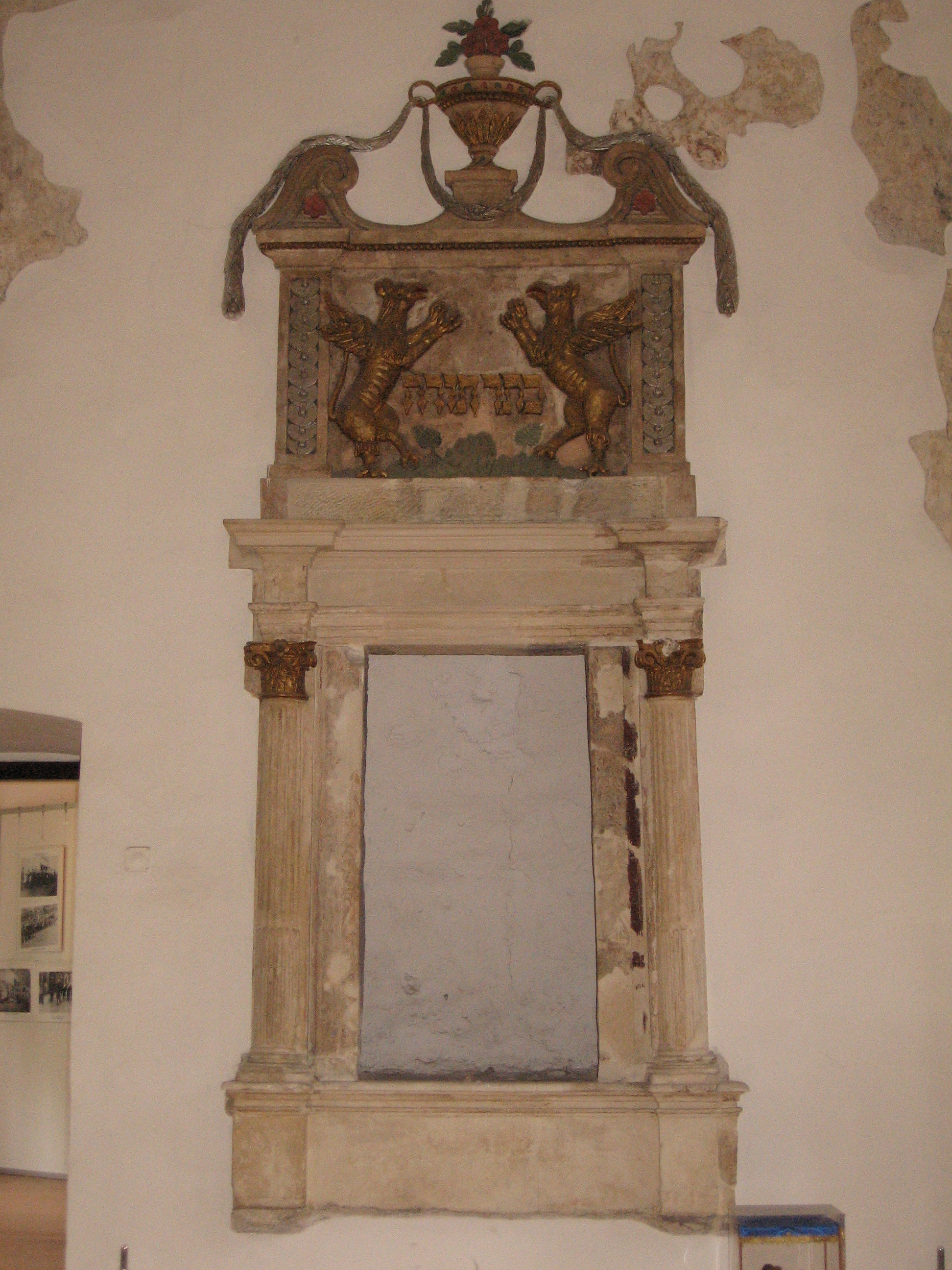
Aron ha-kodesz

Synagoga Wysoka – synagoga znajdująca się w Krakowie, w dzielnicy I Stare Miasto przy ulicy Józefa 38, na Kazimierzu.
Sala modlitwy umieszczona jest na piętrze, stąd pochodzi jej nazwa. Do dziś pozostaje najwyższą synagogą Krakowa oraz jedyną w Polsce synagogą umieszczoną na piętrze.

## Historia

### XVI w.
W drugiej połowie XVI wieku nieznany z nazwiska bogaty kupiec Izrael wystąpił do króla Zygmunta II Augusta z prośbą o zgodę na wystawienie synagogi. Zgodę uzyskał i wybudował synagogę w latach 1556–1563. Budowla powstała przy granicy „miasta żydowskiego”, blisko jednej z bram miejskich, przy ówczesnej ulicy Sukienniczej, w miejscu, w którym 30 lat wcześniej wzmiankowany był „dom Frankowej”. Prawdopodobnie fundator synagogi zdecydował się na nadbudowę sali modlitewnej nad sklepami znajdującymi się na parterze pierwotnego budynku – owego „domu Frankowej”, którego był właścicielem. Parter i piwnice budowli pełniły funkcje handlowe. Do tej części budynku wiodło wejście od strony wschodniej, podczas gdy wejście do bóżnicy prowadziło od strony zachodniej.
Usytuowanie głównej sali modlitewnej było zapewne podyktowane względami bezpieczeństwa, gdyż bożnica znajdowała się w miejscu szczególnie ruchliwym, tuż obok bramy miasta żydowskiego i blisko domów chrześcijańskich.
Krakowska Synagoga Wysoka ma swoją odpowiedniczkę w Pradze. Wzniesiona w 1568 Synagoga Wysoka w Pradze miała taki sam wygląd, nosi taką samą nazwę.

### XVII w.
W 1657 roku podczas potopu szwedzkiego synagoga została zdewastowana. Po tych wydarzeniach została wyremontowana i zyskała bogate wyposażenie.

### XIX w.
W XIX wieku nazwa ulicy, przy której zlokalizowana była bóżnica, ulegała zmianom. Początkowo nosiła nazwę ulicy Chrześcijańsko-Żydowskiej, a potem została ulicą Józefa, przy czym jej wschodnią część nazywano ulicą Wysoką. Pod koniec lat 80. XIX w. bóżnicę połączono z sąsiednim budynkiem. Na piętrze owej sąsiedniej kamienicy utworzono dwie sale modlitewne: od strony południowej dla kobiet, a od strony północnej dla mężczyzn. Parter nowego budynku zajęła modlitewnia bractwa Ner Tamid. W 1897 dołączono małą przybudówkę, w której utworzono kolejną modlitewnię dla kobiet, a także pomieszczenia dla scholara i stróża. Przez długi czas sklepy ulokowane na parterze były własnością prywatną. W połowie XIX w. stanowiły własność rodziny Balcerów, ale w latach 30. XX w. były już posiadaniu kahału.

### XX w.
Podczas II wojny światowej hitlerowcy doprowadzili do znacznej dewastacji wnętrza synagogi oraz bezpowrotnego przepadku jej cennego wyposażenia. Zniszczeniu uległo kolebkowe sklepienie głównej sali wraz z polichromią, bima, a sala dla kobiet przestała istnieć. Przetrwała duża, mosiężna menora z tej bóżnicy, bowiem została przewieziona na Wawel i tam zdobiła pomieszczenia zajmowane przez Hansa Franka.
W 1951 planowano przebudować synagogę na cele Teatru Lalki, Maski i Aktora Groteska, lecz plany spełzły na niczym. W 1961 powrócił plan przebudowy bóżnicy. Połączono ją z sąsiednim budynkiem poprzez wykucie drzwi na ścianie wschodniej obok aron ha-kodesz, a zabytkową skarbonę przeniesiono do klatki schodowej dołączonego budynku. Synagogę przykryto nowym, dwuspadowym dachem o przeszklonych szczytach. Podczas tej przebudowy zmieniono formę dachu – kalenica została wbudowana prostopadle do ulicy, a nie jak wcześniej – równolegle.
W 1966 roku synagoga została przekazana Pracowni Konserwacji Zabytków. W głównej sali modlitewnej zabezpieczono i zakonserwowano zabytkowe XVII-wieczne polichromie. Prace adaptacyjne zakończono dopiero w 1971.
Pod koniec lat 90. XX w. Pracownie Konserwacji Zabytków opuściły obiekt.

### XXI w.
W 2005 bóżnicę udostępniono zwiedzającym. W sali głównej, w której odrestaurowano aron ha-kodesz i odkryto pozostałości polichromii, organizowano wystawy poświęcone tematyce Żydów polskich, koncerty i inne imprezy kulturalne. W 2008 budynek Synagogi Wysokiej przekazano Gminie Wyznaniowej Żydowskiej w Krakowie, która z kolei przekazała obiekt Wydawnictwu Austeria.

## Architektura
Murowany z kamienia i cegły budynek synagogi wzniesiono na planie prostokąta w stylu renesansowym. Południowa ściana budynku zwrócona w stronę ulicy Józefa, podparta jest czterema szkarpami sięgającymi góry okien sali i przecięta gzymsem, biegnącym tuż nad parterem. Pomiędzy szkarpami na wysokości pierwszego i drugiego piętra znajdują się trzy wysokie, półkoliście zakończone okna.
Wejście do budynku wiedzie przez rzeźbiony, późnorenesansowy portal. Główna sala modlitewna nakryta jest sklepieniem kolebkowym z gurtami i lunetami, które było wykończone rzeźbieniami oraz malowidłami i było bogato zdobione. Publikacje sprzed II wojny światowej opisują polichromie przedstawiające sceny biblijne: Arkę Noego, pobyt Żydów na Eufratem podczas wygnania, Ofiarę Izaaka, oraz menorę i stoły pokładne ze świątyni. Aron ha-kodesz był wzorowany na szafie ołtarzowej z pobliskiej synagogi Remu. Supraporta szafy ołtarzowej przedstawiała dwa gryfy i umieszczony między nimi napis w języku hebrajskim: „Korona Tory”. Oryginalne wyposażenie nie zachowało się. Jego opis można poznać dzięki publikacjom z 1935.
Aron ha-kodesz usytuowany na osi ściany wschodniej w prostokątnej wnęce w obramieniu kamiennym z dwóch kolumn niosących belkowanie. Nad nim prostokątna nadstawa ujęta w dwa pilastry zwieńczona gzymsem. W jej polu dwa gryfy, między którymi napis hebrajski: Korona Tory. Odrzwia aron ha-kodesz były bogato rzeźbione. Zewnętrzne drzwi metalowe były ażurowe z motywem orła polskiego w koronie i literą S, pod nimi dwa niedźwiadki trzymające szofary, a nad nimi – dwa ptaki. Po wewnętrznej stronie drzwi widniały, wykute w metalu, menora i stoły na chleby pokładne, a wokół nich cytaty biblijne. W dolnej partii drzwi metalowych znajdowała się sygnatura wykonawców: Zelamana i Chaima, synów Aarona.
O dawnej świetności przypominają również skarbona przy wejściu oraz gdzieniegdzie widoczne fragmenty XVII-wiecznej polichromii, odkrytej i zakonserwowanej w latach 60. XX w. Fragmenty te świadczą o tym, że ściany sali męskiej, łącznie z ościeżami okien, wypełnione były inskrypcjami ujętymi w bordiury, niekiedy w formie kolistego wieńca. Przedstawiają one m.in. błogosławiące dłonie kapłańskie pod koroną na Torę czy wielkich rozmiarów kandelabrowe kompozycje bukietów w wazonach. Pomiędzy oknami na ścianie południowej znajduje się cytat z księgi Rodzaju (28:17): O jak straszne jest to miejsce. Jest to dom Pana i brama niebios, przy którym znajduje się data odnowienia synagogi w 1863 roku. Pozostałe malowidła, zwłaszcza w partiach inskrypcji, są prawie nieczytelne co wynika z przezierających przez siebie dwu lub trzech warstw z okresu XVII–XIX wieku. 
Nad dawnym wejściem do sali na pierwszym piętrze umieszczony jest relief z gzymsem i symetrycznie wkomponowanym ornamentem roślinnym z końca XIX wieku.

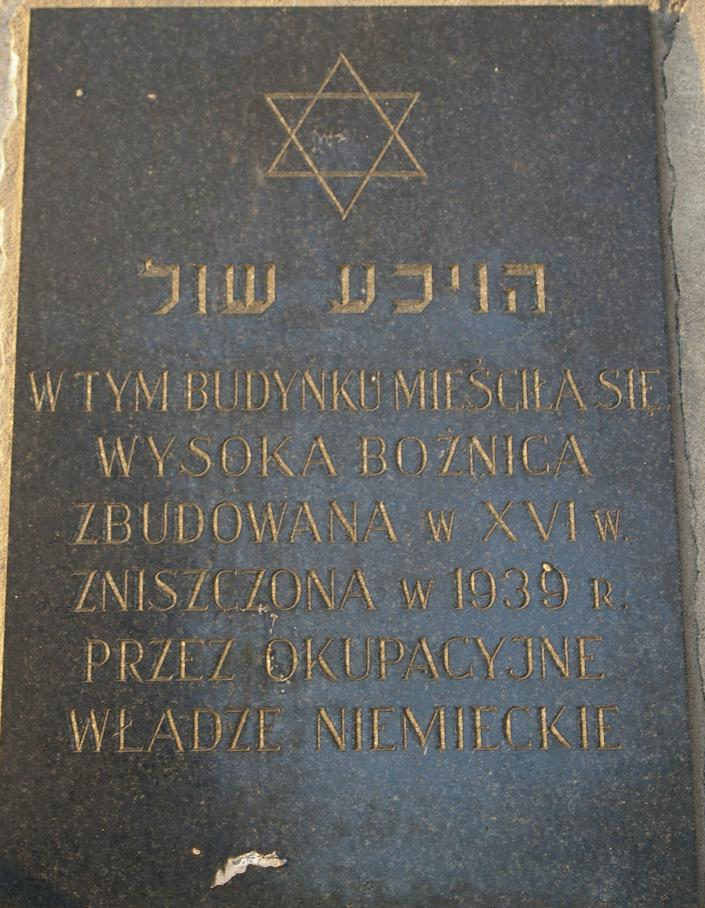
Tablica pamiątkowa

Na zewnętrznej ścianie synagogi znajduje się tablica pamiątkowa z tekstem w języku polskim, zwieńczona gwiazdą Dawida i napisem w języku jidysz: הויכע שול (trl. hojche szul, co znaczy Wysoka Synagoga), upamiętniająca pierwotne przeznaczenie budynku:
W tym budynku mieściła się Wysoka Bożnica zbudowana w XVI w. zniszczona w 1939 r. przez okupacyjne władze niemieckie.